# Onsen
Onsen (温泉 (Ôn Tuyền) nghĩa: suối ấm) là một kiểu tắm suối khoáng nóng truyền thống của Nhật Bản. Onsen có nhiều dạng khác nhau, bao gồm cả ngoài trời và trong nhà. Bồn tắm có thể là công cộng hoặc riêng tư, nhiều khách sạn, phòng trọ ryokan cũng có thiết kế onsen.

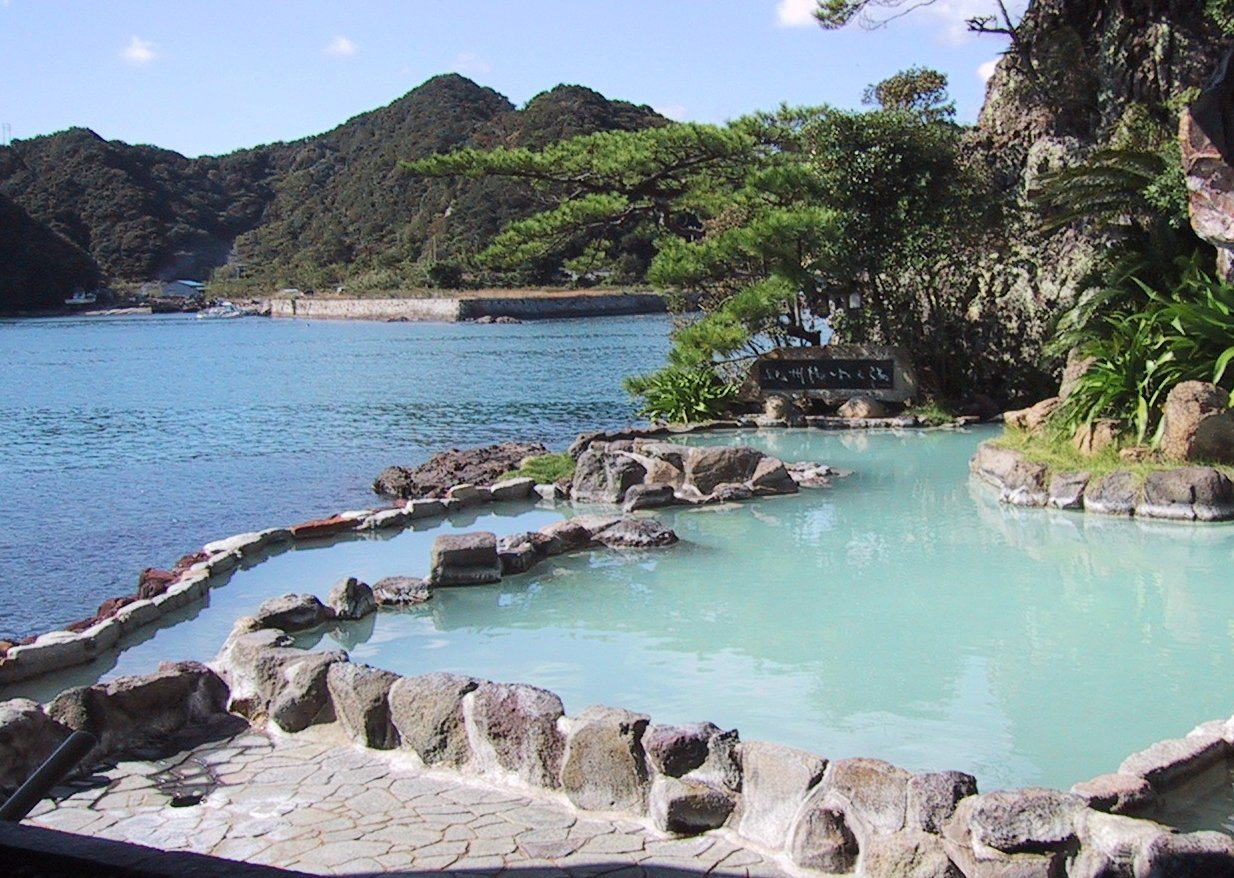
Roten-buro, onsen ngoài trời ở Nakanoshima, Nachikatsuura, tỉnh Wakayama

Người ta thường vệ sinh cơ thể sạch và cởi hết đồ trước khi bước vào bồn tắm, cũng không nên uống rượu hay các chất có cồn trước khi tắm vì tiếp xúc với nước nóng có thể gây nguy hiểm cho cơ thể.
Về mặt khoa học, tắm onsen được chứng minh là liệu pháp y tế có lợi cho sức khỏe. Nhiệt độ, áp suất và một số chất như magie, lưu huỳnh trong bồn tắm có thể hỗ trợ chữa các bệnh như viêm khớp, viêm da, đau lưng, đồng thời tăng cường sức đề kháng cơ thể.